# 劉蔚萱
劉蔚萱（Jenny Lau，1989年4月26日—），香港女演員，前無綫電視女藝員及無綫娛樂新聞台節目主持，畢業於第25期無綫電視藝員訓練班（2011年）。

## 簡介
劉蔚萱早前於加拿大滑鐵盧大學畢業後回港。2010年曾經香港代表身份參選國際旅遊小姐。2011年參選香港小姐並加入無綫電視藝員訓練班，畢業後，簽署代理人合約，成為旗下藝人。随後於2012年，劉蔚萱接拍監製李艷芳作品《心路GPS》，於劇中飾演區可兒一角，首度與視后李司棋合作飾演兩婆媳，戲份甚重。劉蔚萱現時是廣州市第14屆政協委員。

## 被虐事件
2012年9月14日，劉蔚萱疑遭《心路GPS》編導張永豪虐待，事後，張永豪亦公開向劉蔚萱道歉。

## 演出作品

### 電視劇（無綫電視）
| 首播   | 劇名             | 角色                              |
| 2011年 | 紫禁驚雷         | 莫翠竹                            |
| 2011年 | 結·分@謊情式     | 女 鬼                             |
| 2012年 | 愛·回家 (第一輯) | Jenny                             |
| 2012年 | 巴不得媽媽...    | 天氣女郎                          |
| 2012年 | 名媛望族         | 侍應生                            |
| 2012年 | 幸福摩天輪       | 舞小姐                            |
| 2013年 | 老表，你好嘢！   | 新聞報道員                        |
| 2013年 | 初五啟市錄       | 護 士                             |
| 2013年 | 戀愛季節         | PA／美女助手                      |
| 2013年 | 心路GPS          | 區可兒（Chloe）                   |
| 2013年 | 仁心解碼II       | 江美嫻                            |
| 2013年 | 女警愛作戰       | 本地人士／婚禮統籌                |
| 2013年 | 神探高倫布       | 舞女（第7集）、精神病人（第16集） |
| 2013年 | 金枝慾孽貳       | 宮 女                             |
| 2013年 | 好心作怪         | 護 士                             |
| 2013年 | 衝上雲霄II       | 占卦師（第26集）                  |
| 2013年 | 情逆三世緣       | 淑妃宮女                          |
| 2013年 | 神鎗狙擊         | 記者（第7集）                     |
| 2013年 | 法外風雲         | 𡃁模                              |
| 2013年 | 貓屎媽媽         | 貴同學                            |
| 2014年 | 單戀雙城         | 女顧客（第14集）                  |
| 2014年 | 使徒行者         | 司儀（第24集）                    |
| 2015年 | 四個女仔三個BAR  | 尹艷芳（Bonnie）                  |

### 電影
- 2013年：超級經理人 飾 陳泳
- 2013年：摩登女孩 飾 Stella
- 2013年：激戰

### 綜藝節目（無綫電視）
- 2011年：變身男女Chok Chok Chok
- 2012年：五覺大戰 飾 嘴刁雕（神獸天使）

## 外部連結
- 劉蔚萱的新浪微博
- 劉蔚萱 TVB blog[永久]
- 嘴刁雕劉蔚萱Jenny | Facebook